# Tripurasundarī
Tripurasundarī è una divinità induista. Detta «la bella dei tre mondi», è una delle Mahāvidyā, le dieci dee oggetto della «conoscenza trascendente»; è meglio conosciuta come la Devī («colei che risplende») decantata nel Lalita Sahasranama.